# Peleas de Abajo (kommunhuvudort)
Peleas de Abajo är en kommunhuvudort i Spanien.   Den ligger i provinsen Provincia de Zamora och regionen Kastilien och Leon, i den centrala delen av landet, 200 km nordväst om huvudstaden Madrid. Peleas de Abajo ligger 715 meter över havet och antalet invånare är 254.
Terrängen runt Peleas de Abajo är lite kuperad. Runt Peleas de Abajo är det glesbefolkat, med 14 invånare per kvadratkilometer. Närmaste större samhälle är Zamora, 13,4 km norr om Peleas de Abajo. Trakten runt Peleas de Abajo består till största delen av jordbruksmark.